# The Grand Wazoo
| 전문가 평가 | 전문가 평가 |
| 평가 점수   | 평가 점수   |
| 출처        | 점수        |
| ----------- | ----------- |
| AllMusic    | [ 4 ]       |

《The Grand Wazoo》는 1972년 11월 27일에 발매된 미국의 음악가 프랭크 자파의 총 열여섯 번째 음반이자 그의 밴드 마더스 오브 인벤션의 열한 번째 음반이다. 1971년 12월 영국 런던에서 폭행을 당한 후 자파의 회복기 동안 작곡되고 녹음되었다.

## 배경
전작인 《Waka/Jawaka》 (1972년 7월)와 함께, 이 음반은 《Hot Rats》 (1969년)의 논리적 전개인 빅밴드 음악으로의 자파의 진출을 나타낸다(훨씬 작은 라인업을 사용했다). 이것은 자파 자신의 비자 레코드 레이블에서 마지막으로 발매된 것이다.

## 녹음 및 제작
이 음반은 휠체어를 사용해야 하는 시기에 발매된 두 번째 자파 음반이었다. 자파는 1971년 12월 10일 영국 런던의 레인보우 극장에서 열린 콘서트에서 폭행을 당하고 무대 밖으로 오케스트라 피트로 밀려난 후 투어를 할 수 없었다.
이 음반은 대부분 기악으로 구성되어 있으며, 이전의 세 음반 《Hot Rats》 (1969년 10월), 《Burnt Weeny Sandwich》 (1970년 2월), 《Waka/Jawaka》 (1972년 7월)와 스타일이 비슷하다.

## 곡 목록
모든 곡들은 프랭크 자파에 의해 작사/작곡하였다.
| #  | 제목                                           | 재생 시간 |
| -- | ---------------------------------------------- | --------- |
| 1. | 〈For Calvin (And His Next Two Hitch-Hikers)〉 | 6:05      |
| 2. | 〈The Grand Wazoo〉                            | 13:18     |

| #  | 제목                          | 재생 시간 |
| -- | ----------------------------- | --------- |
| 3. | 〈Cletus Awreetus-Awrightus〉 | 2:57      |
| 4. | 〈Eat That Question〉         | 6:42      |
| 5. | 〈Blessed Relief〉            | 8:00      |